# 2S1 Gvozdika
Le 2S1 Gvozdika (en russe : 2С1 « Гвоздика », gvozdika signifiant œillet) est un canon automoteur soviétique de calibre 122 mm. Il ressemble au PT-76 mais est en réalité essentiellement une version allongée du MT-LB, MT-LBu, avec un obusier 2A18 (D-30) monté sur une tourelle et disposant d'une grande mobilité. Véhicule semi-amphibie, il peut également opérer par tempête de neige et sur les marais. Il est protégé contre les effets du NRBC et dispose d'une vision optique infrarouge. Il est encore utilisé aujourd'hui dans plus de 40 pays et est un des systèmes d’artillerie les plus répandus au monde. En 2022, pas moins de 1 800 2S1 sont encore en service à travers le monde.

## Historique
Les travaux en Union soviétique sur le developpement d'un obusier automoteur capable de tirs indirects ont commencé dès la fin de la Seconde Guerre mondiale. Cependant à la suite de l’arrivée au pouvoir de Nikita Khrouchtchev et de la prolifération des armes nucléaires les travaux sur l'artillerie automotrice ont été stoppés jusqu'à la démission de ce dernier. Un décret du Comité central du Parti communiste de l'Union soviétique et du Conseil des ministres de l'URSS le 4 juillet 1967 ordonne le développement d'un nouvel obusier automoteur de 122 mm à destination de l'Armée de terre soviétique.
L'usine de tracteurs de Kharkiv nommée d'après Sergo Ordjonikidze a été nommée développeuse principale du 2S1, l'obusier 2A31 (désignation interne D-32). En août 1969, les quatre premiers canons automoteurs expérimentaux 2S1 ont commencé les essais sur le terrain. Les tests ont révélé une forte contamination gazeuse (provoquée par le tir des obus) du compartiment de combat. Le problème de la contamination par les gaz du compartiment de combat des 2S1 a été résolu en utilisant un éjecteur plus puissant et des cartouches à obturation améliorée.
En 1970, par une résolution du Comité central du PCUS et du Conseil des ministres de l'URSS, après améliorations, l'artillerie automotrice 2S1 Gvozdika a été adoptée par l'armée soviétique. La production a commencé l'année suivante en 1971 et a cessé avec la chute de l'Union soviétique ; des licences de production ont été accordées à la Pologne dès 1971 et à la Bulgarie en 1979. La production fut très massive car on estime que plus de 10 000 2S1 furent produits en l’espace de 22 ans.

### Engagements
- Guerre d’Afghanistan (1979-1989)
- Première guerre de Tchétchénie (1994-1996)
- Seconde guerre de Tchétchénie (1999-2000)
- Guerre du Golfe, Guerre d'Irak (1991-2003)
- Guerres de Yougoslavie, Guerre du Kosovo (1991-2001)
- Deuxième Guerre d'Ossétie du Sud (2008)
- Guerre civile libyenne (2011-)
- Guerre civile syrienne (2011-)
- Conflit de 2020 au Haut-Karabagh (2020)
- Invasion de l'Ukraine par la Russie en 2022 - 130 exemplaires ont été détruits ou capturés par l'armée ukrainienne[5]. 115 exemplaires ont été détruits ou saisis par l'armée russe[6].

## Caractéristiques

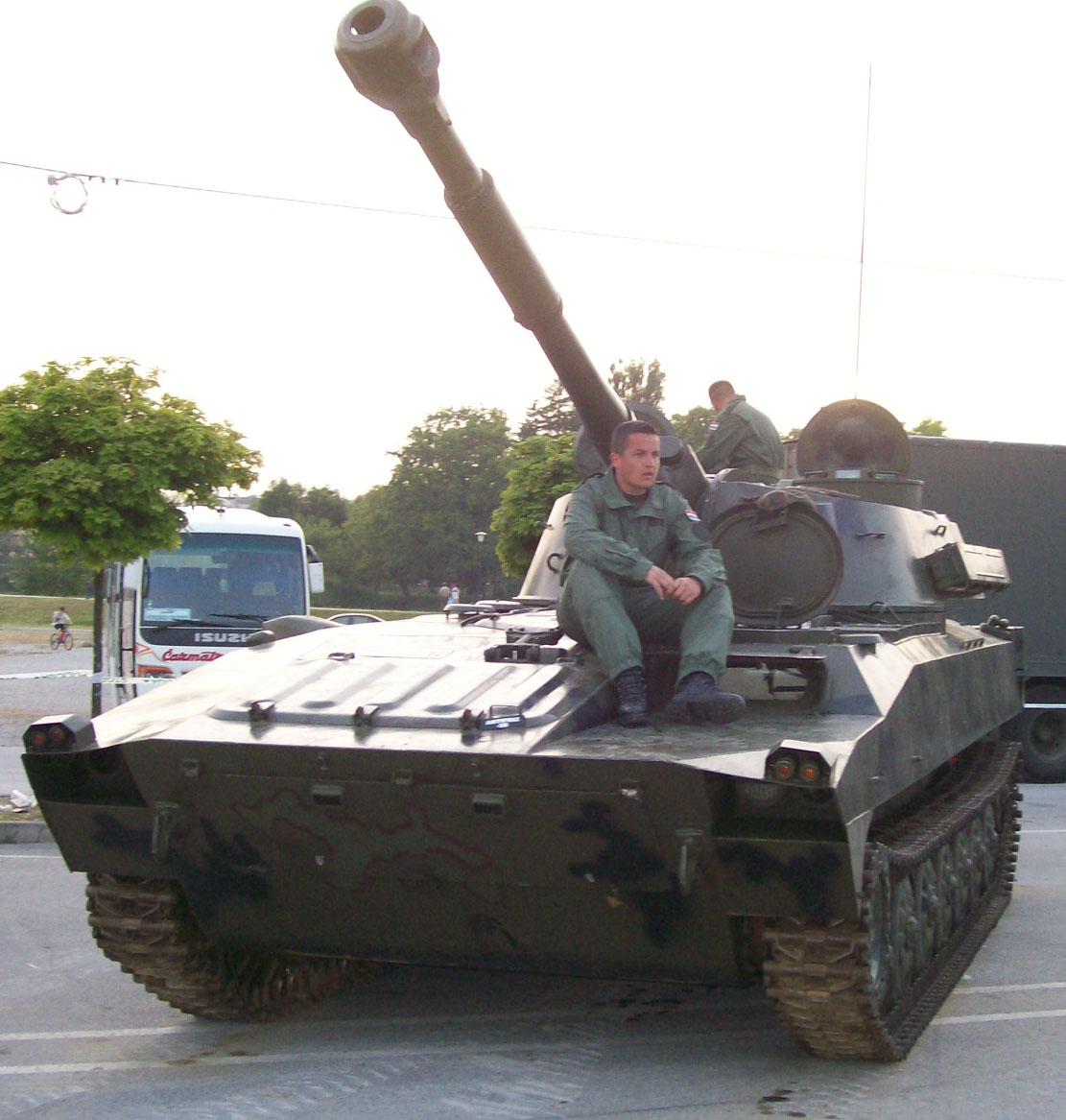
2S1 Gvozdika de l'armée de terre croate.

L'obusier automoteur 2S1 est une pièce d'artillerie légèrement blindée conçue pour combattre l'artillerie et ses moyens mécanisés, pour démolir des positions défensives… Le 2S1 a sept roues de route de chaque côté ; le train roulant peut être équipé de différentes largeurs de chenilles en fonction du terrain. L'équipage est composé généralement de 4 personnes, le commandant, le pilote, le chargeur et l'artilleur, mais le 2S1 peut fonctionner avec un équipage réduit de 3 personnes si nécessaire.
L'intérieur est divisé en un compartiment conducteur à gauche, un compartiment moteur à droite et un compartiment de combat à l'arrière. Dans le compartiment de combat, le commandant est assis à gauche, le chargeur à droite et le mitrailleur à l'avant. Une caractéristique inhabituelle du 2S1 est que la suspension peut être ajustée à différentes hauteurs, ce qui est particulièrement utile lorsque le véhicule est transporté par un avion de transport tactique,. Le 2S1 est semi-amphibie, le véhicule est propulsé sous l'eau par ses chenilles et non grâce à une hélice. Cette spécificité lui permet de guéer des cours d'eau peu profonds et des zones marécageuses. La vitesse maximale guéable est de 4,5 km/h. Une préparation est nécessaire avant de passer en mode amphibie notamment l'installation de plusieurs panneaux de protection pour éviter les infiltrations d'eau ; certaines sources parlent d'une préparation de 20 minutes,,.

La tourelle entièrement soudée est située au-dessus du compartiment de combat. Le 2S1 utilise un obusier de calibre 122 mm basé sur le canon tracté D-30. Le canon est équipé d'un pilon électrique, d'un frein de bouche à double déflecteur et d'un extracteur de fumée. Il est équipé d'un système de rechargement automatique mais il peut également être rechargé manuellement en cas de défaillance du système. Le système de chargement automatique du 2S1 Gvozdika est capable de recharger l'obusier en environ 15 secondes, ce qui permet de maintenir un rythme de tir élevé pendant les engagements. Il est capable de tirer des obus HE (explosifs puissants), des obus à sous-munitions, des obus assistés par fusée, des HE perforants, des obus -fléches et des obus chimiques,. La portée avec des munitions classiques est de 15 km, et jusqu'à 22 km avec des obus disposant d'une fusée. Environ 40 obus peuvent être transportés à la fois dans le véhicule.

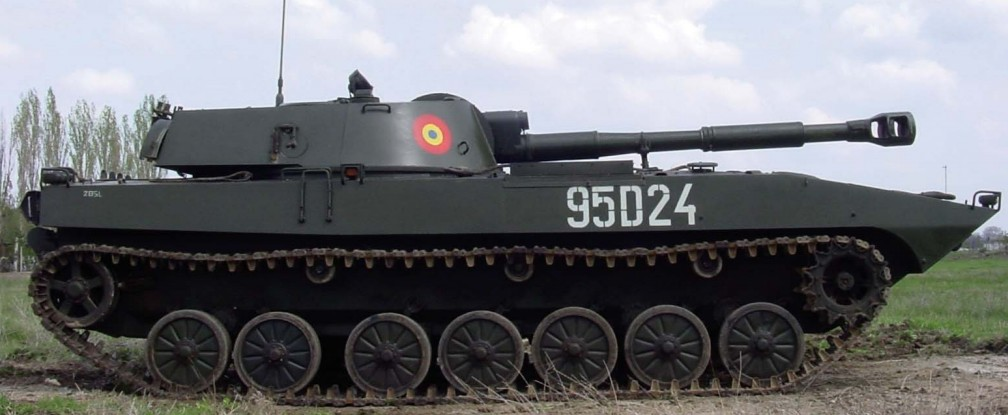
2S1 Modèle 1989 (variante roumaine).

## Variantes
- UR-77 Meteorit : Véhicule de lutte contre les mines utilisant un système de bréchage par cordon explosif. (durant la guerre civile syrienne, l'armée syrienne a utilisé l'UR-77 pour du combat rapproché urbain : https://twitter.com/hamza_780/status/855889837077016577)

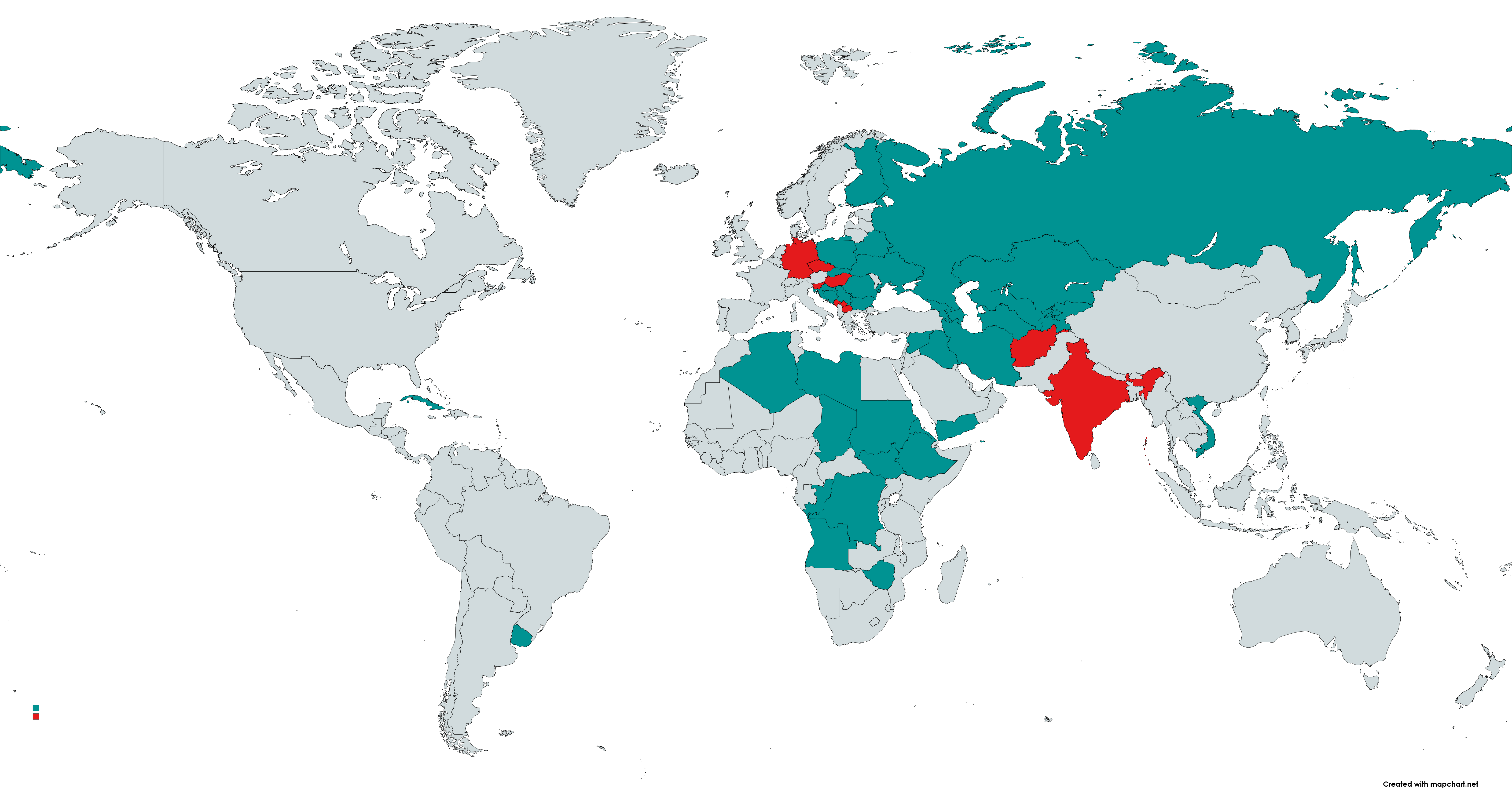
Utilisateurs du 2S1 en bleue et anciens utilisateurs en rouge

- Utilisateurs du 2S1 en bleue et anciens utilisateurs en rouge2S34 Hosta : Version modernisée de 2S1, entrée en service en 2012. Transformation en mortier / canon, comparé au 2S1 Gvosdika d'origine, le 2S34 Hosta a une portée légèrement réduite. Cependant, il a une cadence de tir deux fois supérieure et est globalement une arme plus polyvalente[14].

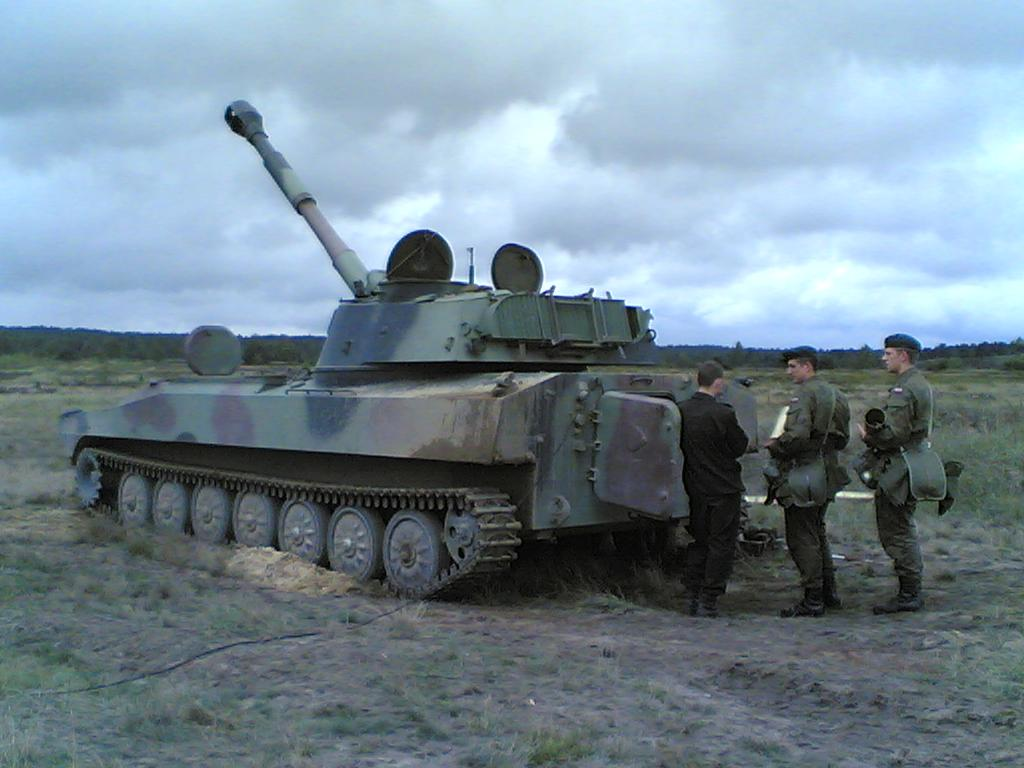
2S1 Gvozdika des forces armées polonaises en 2008.

## Pays utilisateurs

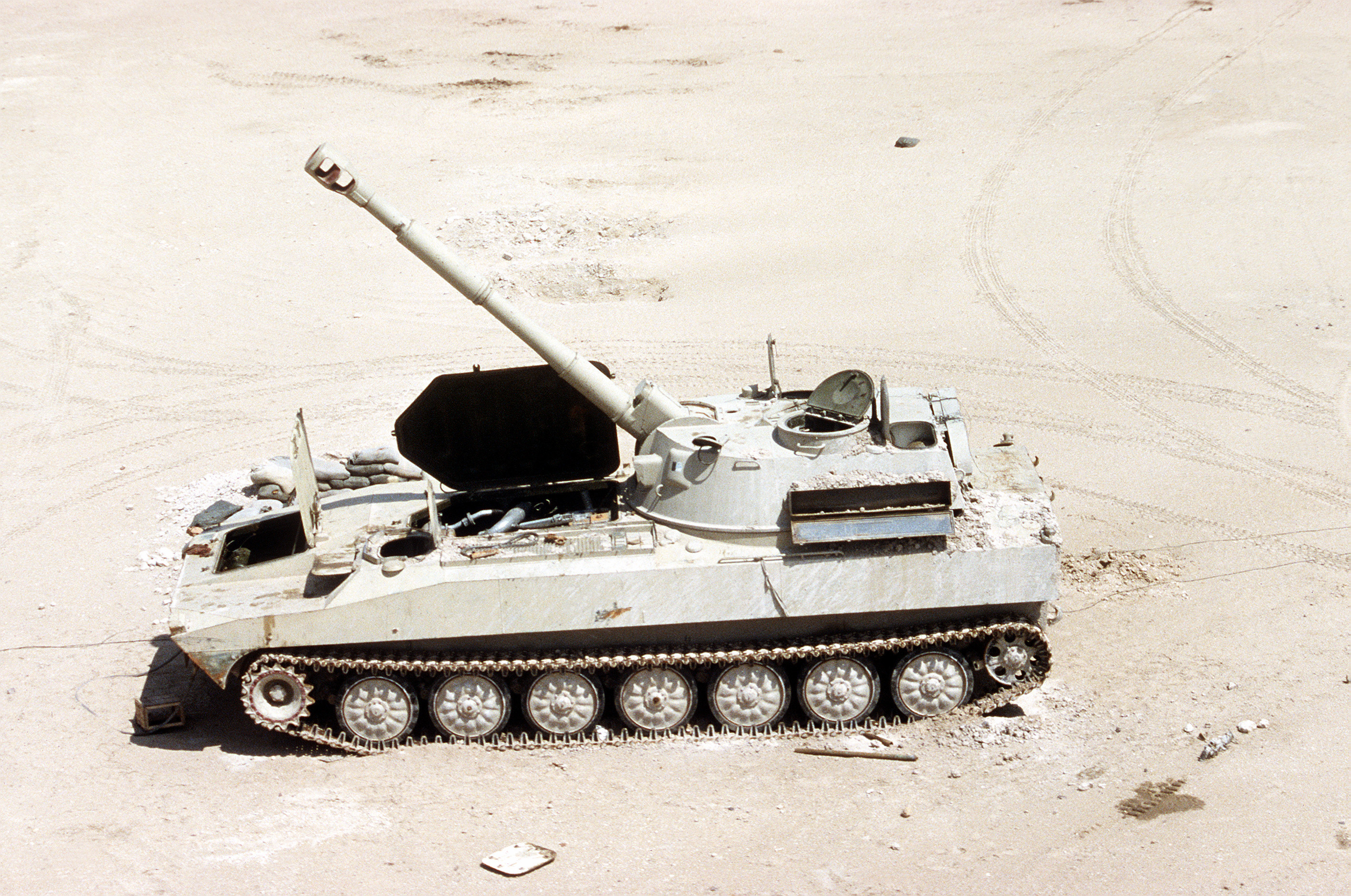
2S1 Gvozdika irakien détruit le 27 mars 1991 pendant la guerre du Golfe.

- Algérie : 140 en service en 2022[15].
- Angola : Nombre inconnu en 2022[16].
- Arménie : 9 en service actif en 2022[17].
- Azerbaïdjan : 85 en service initialement. 46 en service actif en 2022[18].
- Bosnie-Herzégovine : 5 en service
- Biélorussie : 246 en service initialement[19]. 125 en service actif en 2022[20].
- Bulgarie : 506 initialement; 48 en service actif en 2022[21].
- Cuba : 150 en service, nombre inconnu en 2022[22]
- Croatie : 8 en service actif en 2022[23].
- Érythrée : 32 en service actif en 2022[24].
- Éthiopie : Nombre inconnu en 2022[25].
- Finlande : 72 (connus sous le nom de 122 PsH 74). 36  en service actif en 2022[26].
- Géorgie : 48 en service initialement. 20 en service actif en 2022[27].
- Irak
- Iran : 60 en service en 2022[28].
- Kazakhstan : 60 en service en 2022[29].
- Kirghizistan : 18 en service en 2022[30].
- Libye
- Ossétie du Sud-Alanie
- Ouzbékistan : 18 en service en 2022[31].
- Pologne : 324, nommés Goździk (doivent être remplacés par des AHS Krab). 227 en service actif en 2022[32]135.
- République démocratique du Congo : 6 en service en 2022[33].
- République du Congo : 3 en service actif en 2022[34].
- République populaire de Donetsk : Nombre inconnu[35].
- République populaire de Lougansk : Nombre inconnu[35].
- Roumanie : 6 en service actif en 2022[36].
- Russie : 335 en service actif dont 95 au sein de l'infanterie navale et 90 au sein des garde-frontières, 2000 en stock en 2022[37]. Perte d'au moins 135 véhicules[5].
- Serbie : 72 initialement. 67 en service actif en 2022[38].
- Slovaquie : 49 en service
- Soudan : 56 en service actif en 2022[39].
- Soudan du Sud : Nombre inconnu en 2022[40].
- Syrie : 400 en service
- Tadjikistan : 3 en service actif en 2022[41].
- Tchad : 10 en service actif en 2022[42].
- Turkménistan : 40 en service actif en 2022[43].
- Ukraine : 638 en service en 2005[44]. 292 en service actif avant le début de la guerre[45]. Perte d'au moins 131 véhicules[6].
- Uruguay : 6 en service en 2022[46].
- Yémen : Nombre inconnu en 2022[47].
- Vietnam : Nombre inconnu en 2022[48].
- Zimbabwe : 12 en service actif en 2022[49].

En 2022 on compte 1857 2S1 Gvozdika en service actif. Ce chiffre ne tient pas compte des pays qui ne dévoilent pas leur nombre de véhicules, les véhicules en stock ou en réserve ainsi que leurs pertes dans les conflits.

## Anciens pays utilisateurs
- Allemagne de l'Est
- Hongrie
- Tchécoslovaquie
- Union soviétique
- Inde : 110 en service; remplacés par des K9 Thunder Sud-Coréens[50],[51].
- Yougoslavie